# 스마 케이
스마 케이(すまけい, 1935년 9월 4일 ~ 2013년 12월 7일)는 일본의 배우, 영화배우, 텔레비전 배우이다.
쿠나시르섬에서 태어났으며 신주쿠구에서 사망하였다. 사인은 간암이다.

## 방송
- 담장 안의 중학교

## 영화
- 프리지아 (2007년)
- 우부메의 여름 (2005년)
- 무지개를 잡은 남자 (1996년)
- 남자는 괴로워 47 (1994년)
- 무서운 사람들 (1994년)
- 남자는 괴로워 46 (1993년)
- 학교 (1993년)
- 고 히메 (1992년)
- 글래스 케이프 (1989년)
- 다운타운 히로즈 (1988년)
- 회사 이야기 (1988년)
- 바람의 마타사부로 (1988년)
- 남자는 괴로워 39 (1987년)
- 남자는 괴로워 38 (1987년)
- 빛나는 여자 (1987년)
- 키네마 천지 (1986년)